# Wibratorowa metoda wzbudzania fal
Wibratorowa metoda wzbudzania fal (vibroseis) – najczęściej wykorzystywana podczas prowadzenia badań sejsmicznych 2D i 3D. Polega na wytwarzaniu niewielkich, prawie nieodczuwalnych drgań gruntu przy użyciu pojazdów zwanych wibratorami. Flota badawcza składa się zazwyczaj z 1,2,3 lub 4 specjalistycznych pojazdów wibrujących, poruszających się w niewielkich odległościach względem siebie, wzdłuż wyznaczonej wcześniej linii punktów wzbudzania. Wygenerowanie fali odbywa się poprzez opuszczenie płyty znajdującej się pomiędzy osiami pojazdu na podłoże a następnie wprawienie jej w drgania poprzez system hydrauliczny. Powstała w ten sposób fala przechodzi przez ośrodek skalny i po odbiciu się od warstw geologicznych, rejestrowana jest na powierzchni ziemi przez geofony. Zarejestrowany sygnał przesyłany jest do aparatury sejsmicznej, gdzie poddawany jest wstępnej analizie. Na podstawie tak uzyskanych danych obrazuje się geologiczną budowę skorupy ziemskiej.
Ze względu na oddziaływanie na otoczenie i środowisko naturalne, w tym wody podziemne i przypowierzchniowe, wibratorowa metoda wzbudzania fal jest uznana za źródło o minimalnej inwazyjności.